# 21e régiment volontaire d'infanterie du Massachusetts
Pour les articles homonymes, voir 21e régiment.
Le 21e régiment volontaire d'infanterie du Massachusetts, ou 21st Regiment Massachusetts Volunteer Infantry en anglais, est un régiment d'infanterie de l'Armée de l'Union durant la guerre de Sécession. Le régiment a été mis sur pied dans la ville de Worcester (Massachusetts) durant l'été 1861.
Après une période en garnison à l'Académie navale des États-Unis à Annapolis, dans le Maryland, le régiment s'est engagé au sein de la division côtière (en anglais : Coast Division), commandée par l'officier général Ambrose Burnside. La division côtière, ou Force expéditionnaire de Caroline du Nord, est déployée en janvier 1862 pour participer à la campagne de Burnside en Caroline du Nord, et combat lors de différentes batailles, dont la bataille de Roanoke Island et la bataille de New Bern.
Après le retour en Virginie (juillet 1862) du corps expéditionnaire commandé par Burnside, le 21e régiment intègre l'Armée du Potomac et participe ensuite à plusieurs batailles parmi lesquelles les plus importantes de la guerre civile américaine, dont la Seconde bataille de Bull Run, la bataille d'Antietam et la bataille de Fredericksburg.
La bataille la plus coûteuse en vies humaines pour le régiment est la bataille de Chantilly (guerre de Sécession), le 1er septembre 1862, durant laquelle le tiers des effectifs périt.
De mars 1863 à janvier 1864, le régiment combat sous les ordres de Burnside au sein du département de l'Ohio, se déplaçant au Kentucky et à l'est du Tennessee. Le régiment participe ainsi à la campagne de Knoxville,(p113). En mai 1864, le régiment rejoint de nouveau l'armée de Potomac, et participe à la campagne du lieutenant général Ulysses S. Grant, connue sous le nom de Overland Campaign, ainsi qu'au Siège de Petersburg. Le régiment était particulièrement appréciée de Clara Barton, infirmière volontaire et fondatrice de la Croix-Rouge américaine, qui elle aussi était originaire du comté de Worcester.
En trois ans de service, l'effectif du régiment est passé de 1000 hommes à 100 hommes. Parmi ses pertes, 152 hommes sont morts au combat ou de suite de blessures reçues au combat, 400 autres, environ, réformés à cause de blessures, 69 faits prisonniers et environ 300 quittèrent le régiment pour maladie, démission ou désertion. Ceux qui décidèrent de renouveler après les trois ans d'engagement furent intégrés le 21 octobre 1864 au 36e régiment volontaire d'infanterie du Massachusetts.